# Ypsolopha coriacella
Ypsolopha coriacella là một loài bướm đêm thuộc họ Ypsolophidae. Nó được tìm thấy ở Đức, Ba Lan, Áo, Thụy Sĩ, Slovakia, Cộng hòa Séc và Nga.
Ấu trùng ăn các loài Abies.